# Maestro (Familienname)
Maestro (italienisch und spanisch für „Meister, Lehrer“) ist ein Familienname.

## Namensträger
- Jackito Maestro (* 1927), griechischer Judenretter im Vernichtungslager Auschwitz
- Johnny Maestro (1939–2010), US-amerikanischer Sänger
- Mía Maestro (* 1978), argentinische Schauspielerin und Sängerin in der klassischen Musik
- Nestor El Maestro (* 1983), serbischer Fußballtrainer
- Nikon El Maestro (* 1993), serbischer Fußballspieler
- Shai Maestro (* 1987), israelischer Musiker und Komponist
- Virginia Maestro (* 1982), spanische Singer-Songwriterin